# Whitianga

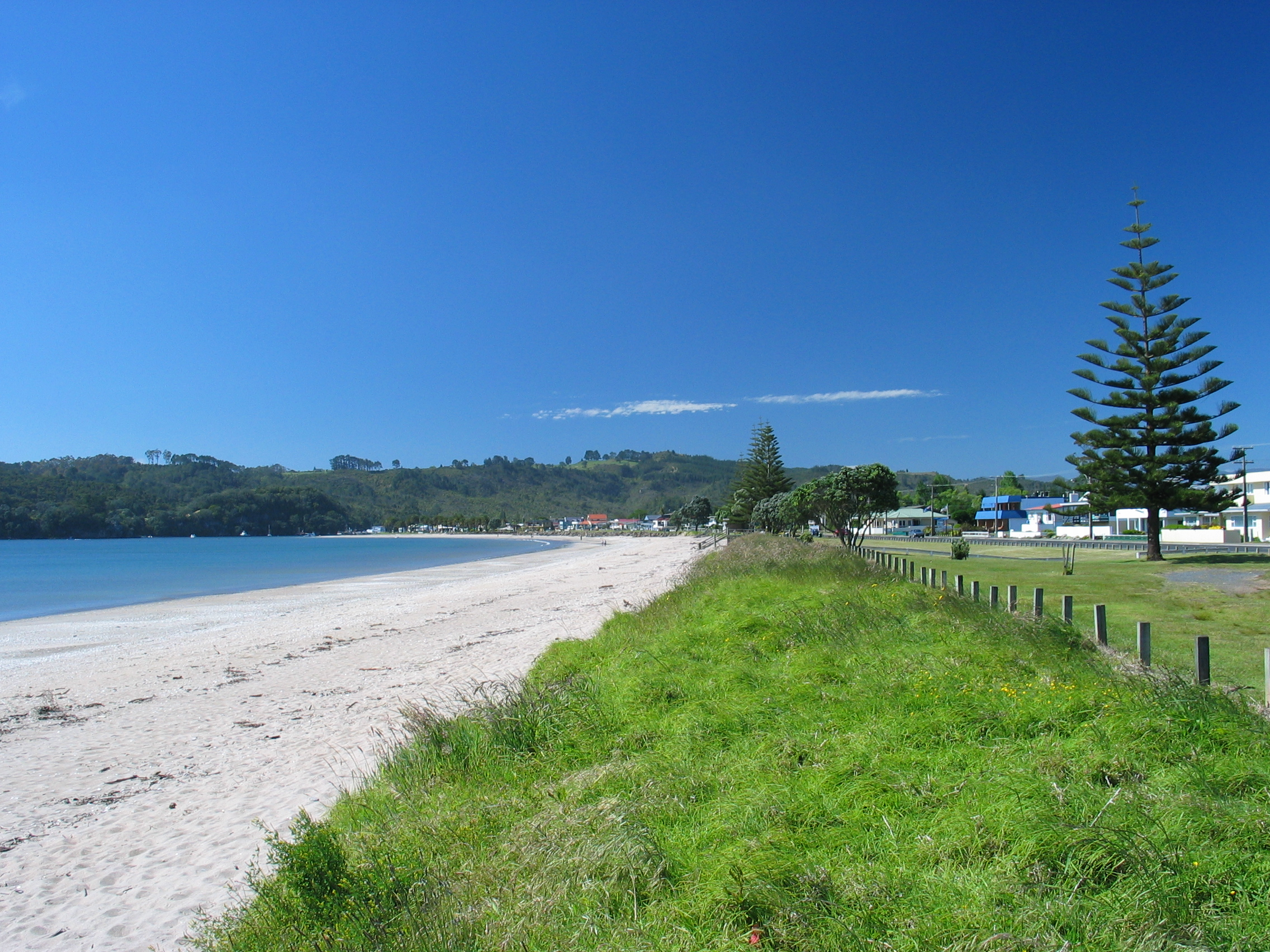
Buffalo Beach in Whitianga

Whitianga ist eine Stadt im Thames-Coromandel District der Region Waikato auf der Nordinsel von Neuseeland.

## Namensherkunft
Der Māori-Legende nach soll der polynesische Seefahrer und Entdecker Kupe in der Gegend um Whitianga gelandet sein und der Eingang zum Naturhafen vom Whitianga Harbour deshalb Whitianga-a-Kupe genannt worden sein. In der Sprache der Māori bedeutet „whitianga“ so viel wie Durchfahrt oder Furt.

## Geographie
Die Stadt befindet sich rund 38 km nordöstlich von Thames, rund 45 km nordnordwestlich von Whangamatā und rund 19 km südostöstlich von Coromandel, an der Ostküste der Coromandel Peninsula. Whitianga wird von zwei Seiten vom Whitianga Harbour umschlossen, der die Stadt von Südwesten bis nach Südosten begrenzt und an seiner Engstelle bei Ferry Landing in die Mercury Bay mündet. Zur Mercury Bay hin verfügt die Stadt über einen 3,7 km langen Sandstrand, dem Buffalo Beach, und wenige Kilometer westlich erheben sich die Bergketten der Coromandel Range.

## Geschichte
Das Gebiet um Whitianga soll um das Jahr 950 n. Chr. von den Stammesmitgliedern von Kupe besiedelt worden sein, die dem Ort den Namen „Te Whitianga a Kupe“ gaben. Andere Stämme wiederum benannten die Bucht, an der sie später siedelten, nach ihrem Anführer, so zum Beispiel „Te Whanganui A Hei“ (Die große Bucht des Hei). Als der britische Seefahrer und Entdecker Kapitän James Cook im Jahr 1769 die Bucht erreichte, bekam sie den Namen „Mercury Bay“ verliehen. Ab 1836 begannen sich die ersten Europäer in der Bucht niederzulassen.
Jahrzehntelang wurde Whitianga als Hafenstadt für den Export von Holz in zahlreiche Länder, z. B. nach Norwegen, Frankreich oder Italien verwendet. Damals diente der Ort als Zentrum für die Verarbeitung von Flachs und Holz von Kauri-Bäumen, Bootsbau, Bergbau sowie zur Gewinnung von Kautschuk.

## Bevölkerung
Zum Zensus des Jahres 2013 zählte der Ort 4368 Einwohner, 15,9 % mehr als zur Volkszählung im Jahr 2006.

## Wirtschaft
Whitianga lebt bevorzugt vom Tourismus und in Teilen auch noch von der Farmwirtschaft.

## Infrastruktur

### Straßenverkehr
Nordöstlich des Stadtgebietes führt der New Zealand State Highway 25 vorbei und verbindet Whitianga mit dem nordöstlichen Teil der Coromandel Peninsula und mit dem Ort Coromandel auf der Westseite der Halbinsel. Nach Süden stellt der Highway Verbindungen zu Tairua, Whangamatā und Waihi her.

### Schiffsverkehr
Whitianga verfügt über einen Yachthafen, der im Südosten der Stadt nahe dem Eingang zum Whitianga Harbour zu finden ist. Unweit dieser Engstelle, die eine Breite von 126 m aufweist, befindet sich der Fähranleger, von dem aus ständig eine kleine Personenfähre zwischen Whitianga und Ferry Landing auf der gegenüberliegenden Seite verkehrt. Ein weiterer Yachthafen ist westlich der Stadt in einem Neubausiedlungsgebiet entstanden, in dem Grundstücke an künstlich angelegten Kanälen liegen und dort Yachten und kleine Boote private Anlegestellen vorfinden.

### Flugverkehr
Rund 2,5 km westlich des Stadtzentrums befindet sich eine 980 m lange Graspiste auf der kleine einmotorige Maschinen starten und landen können.

## Tourismus
Whitianga ist neben Badeurlaubern besonders bei Bootsfahrern, Anglern und Hochseefischern beliebt.